# Никола Кастратович
Никола Милосав Кастратович (на македонска литературна норма: Никола Милосав Кастратовиќ) е генерал-лейтенант от ЮНА и политик от Социалистическа република Македония.

## Биография
Никола Кастратович е роден от майка, родом от Щип и баща черногорец на 26 август 1926 г. Основно и средно образование завършва в Скопие. От лятото на 1942 г. е приет в сръбския дом за бежанци „Св. Георги“ във Вранячка баня. Същата година става член на СКМЮ. През 1943 г. е арестуван няколко пъти от сръбската полиция и затворен в Чачак и Белград. През 1944 г. е прехвърлен в Смедеревска Паланка в Института за принудително възпитание на младежите. През септември 1944 г. става партизанин в Космайската бригада, а след това в Първа личка пролетарска бригада. Впоследствие е политически комисар на чета в същата бригада и в Шеста личка пролетарска бригада „Никола Тесла“. Участва в битките за освобождаване на Загреб, Белград и на Сремския фронт. В края на Втората световна война получава чин подпоручик, а след това капитан. През февруари 1945 г. е изпратен да учи в Службата за противохимична защита и Атомно-биологичнохимична защита в службата на ЮНА в казармата на Топчидер. После завършва офицерска школа в Карловац, школата по тактика на Висшата военна академия и Школата за народна отбрана в Белград. От 1976 г. е генерал-лейтенант. Бил е командващ офицер на школския център за Атомна, биологична и химична
отбрана (АБХО) в Крушевац. В отделни периоди е началник на катедрата в Школския център за АБХО, началник на Школата за резервни офицери, началник на АБХО в Генералния щаб на ЮНА, заместник командир на 2-ра и 3-та армейска област. На 28 април 1982 г. става член на Изпълнителния съвет на СРМ и като такъв републикански секретар (министър) за народна отбрана в шестнадесетото правителство на СРМ. Излиза в запаса на 31 декември 1985 г. На 25 май 1990 г. става член на Съвета за народна отбрана. Умира на 2 септември 2014 г. в Скопие.

## Награди
- Орден на СФРЮ със сребърен венец
- Орден на Народната армия със златна звезда;
- Орден на Народната армия със сребърна звезда;
- Орден за военни заслуги със златни мечове;
- Орден за храброст
- Два ордена за военни заслуги със сребърни мечове
- Медал за 10 години ЮНА
- Медал за 20 години ЮНА
- Медал за 30 години ЮНА
- Медал за 40 години ЮНА
- Орден на мира (СССР)